# Bá quốc Baden
Phiên hầu quốc Baden (tiếng Đức: Markgrafschaft Baden; tiếng Anh: Margraviate of Baden) là một nhà nước của Đế chế La Mã Thần thánh. Lãnh thổ Baden trải dọc theo phía Đông của Thượng sông Rhine ở Tây Nam nước Đức, nó được thành lập như một phiên hầu quốc vào năm 1112 và tồn tại cho đến năm 1535, sau đó được tách ra thành hai phiên hầu quốc khác nhau là Bá quốc Baden-Durlach và Bá quốc Baden-Baden. Hai phần được tái thống nhất vào năm 1771 dưới thời Phiên hầu tước Charles Frederick. Phiên hầu quốc Baden được phục hồi và nâng lên thành địa vị Tuyển đế hầu vào năm 1803. Năm 1806, Tuyển hầu quốc Baden, nhận được thêm lãnh thổ, trở thành Đại Công quốc Baden. Những người cai trị Baden, được gọi là Nhà Baden, là một chi nhánh của Nhà Zähringen ở Swabian.

## Lịch sử

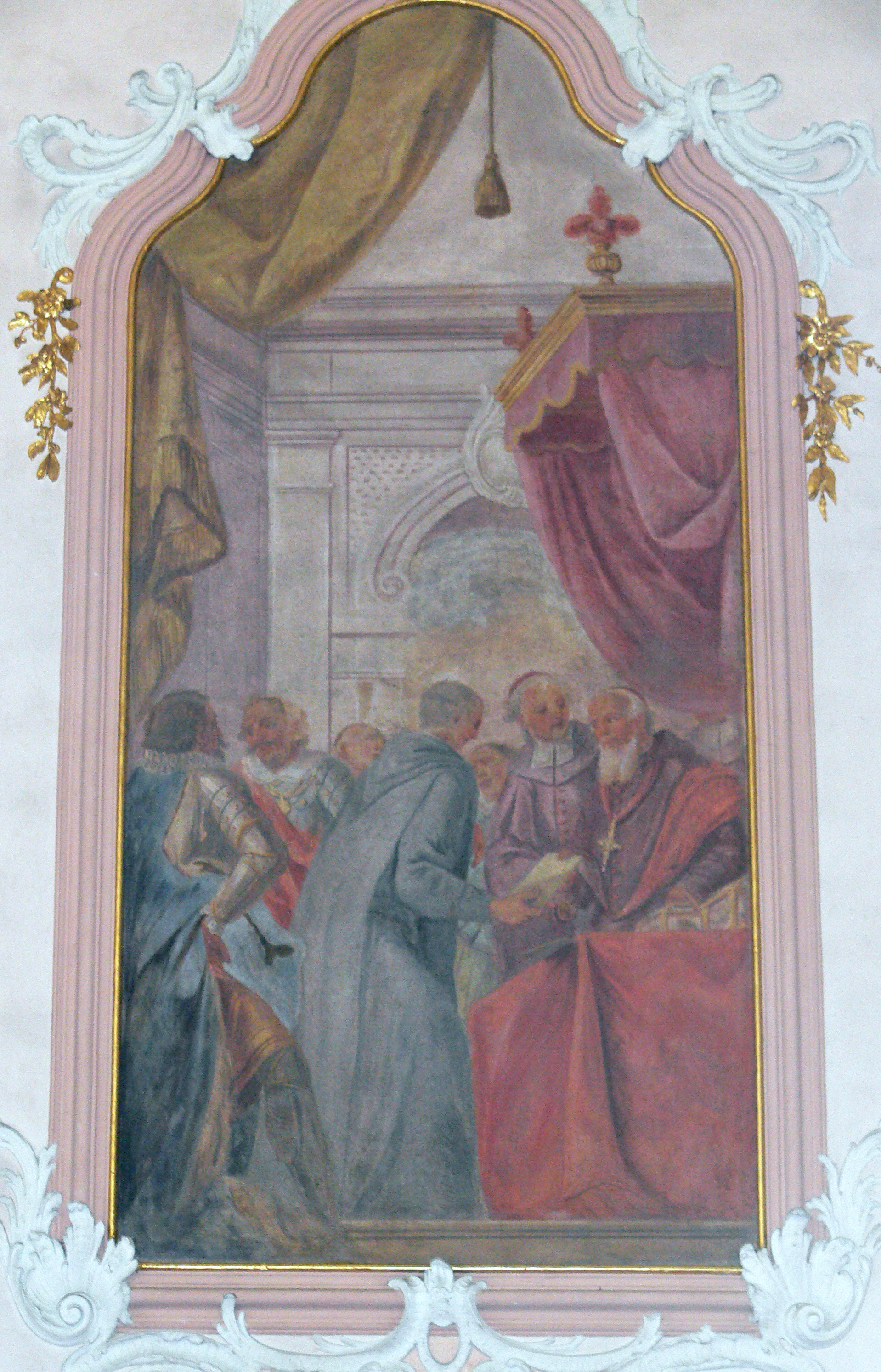
Thánh Ulrich von Zell nhận được từ giám mục Basel bức thư đề nghị vùng đất Ambringen và Biengen, trước sự chứng kiến của Berthold II và cháu trai của ông là Herman II.

Trong suốt thế kỷ XI, Công quốc Swabia thiếu một cơ quan quyền lực trung ương mạnh mẽ và nằm dưới sự kiểm soát của nhiều triều đại khác nhau, mạnh nhất trong số đó là Nhà Hohenstaufen, Nhà Welf, Nhà Habsburg và Nhà Zähringen. Tuy nhiên, Hoàng đế Heinrich III của Thánh chế La Mã đã hứa trao ngôi vị công tước cho Bá tước Berthold I xứ Zähringen, khi Heinrich III qua đời vào năm 1056, người vợ góa của ông là Agnes xứ Poitou đã bổ nhiệm Rudolf xứ Rheinfelden làm Công tước của Swabia. Berthold từ bỏ quyền của mình và được bồi thường bằng Công quốc Carinthia và Hầu quốc Verona ở Ý. Không thể tự lập, cuối cùng ông đã mất cả hai lãnh thổ khi bị Vua Heinrich IV của Đức phế truất trong Tranh cãi việc bổ nhiệm giáo sĩ vào năm 1077. Berthold lui về lãnh thổ quê hương Swabia của mình, nơi ông qua đời vào năm sau. Tuy nhiên, tước hiệu Phiên hầu tước của Veronese vẫn được con trai cả của ông là Hermann I xứ Baden giữ lại.
Hermann II, con trai của Hermann I và cháu trai của Berthold II, đã ký kết một thỏa thuận với triều đại Hohenstaufen đối địch, và khoảng năm 1098 được Hoàng đế Heinrich IV ban cho lãnh thổ ngay lập tức. Giống như cha mình, Hermann II nhấn mạnh vào tước Phiên hầu tước của mình. Ông đã chọn định cư tại Đức vì ông đã sinh ra và lớn lên ở đó. Sự lựa chọn lãnh chúa của ông là Baden (Baden-Baden ngày nay), nơi cha ông đã giành được quyền cai trị bằng cách kết hôn với người thừa kế, Judit von Backnang-Sulichgau, Nữ bá tước của Eberstein-Calw. Ở Baden, Hermann II đã xây dựng lâu đài Hohenbaden. Việc xây dựng bắt đầu vào khoảng năm 1100, và khi hoàn thành vào năm 1112, ông đã đánh dấu sự kiện này bằng cách lấy tước hiệu Phiên hầu tước của Baden.

### Sự phát triển
Vì Baden là thủ đô nên Phiên hầu quốc mới còn được gọi là Baden. Hermann II vẫn tiếp tục giữ địa vị phiên hầu tước cho đến khi ông qua đời vào năm 1130. Con trai và cháu trai của ông, Hermann III (trị vì 1130–1160) và Hermann IV (trị vì 1160–1190), được nhận thêm lãnh thổ. Vào khoảng năm 1200, những vùng đất này được chia lần đầu tiên. Hai dòng Baden-Baden và Baden-Hochberg được thành lập. Sau đó khoảng một trăm năm thì dòng thứ ba được thành lập - Baden-Sausenberg.
Trong thế kỷ XII và XIII, những nhà cai trị của Baden ủng hộ trung thành và kiên định với sự cai trị của Nhà Hohenstaufen, ngay cả khi phải chống lại chính những người thân của mình từ Zähringen-Swabia. Người nhà Baden đã nhận được nhiều quyền lợi từ liên minh này, họ được phép mở rộng quyền cai trị của mình trên khắp miền Tây Nam nước Đức, phía Tây qua sông Rhine vào Alsace, phía Đông đến rìa Rừng Đen, phía Bắc đến sông Murg và phía Nam đến Breisgau. Phiên hầu tước thứ tư của Baden-Baden là Hermann V (trị vì 1190–1243), thành lập các thành phố Backnang, Durlach, Stuttgart, Ettlingen và Pforzheim và một số tu viện, bao gồm cả Tu viện Lichtenthal, sau này trở thành nơi chôn cất của gia tộc Baden. Năm 1219, ông chuyển trung tâm quyền lực của mình đến Pforzheim. Ông đã phải từ bỏ yêu sách của mình với Zähringen và Braunschweig, nhưng ông đã nhận được tước hiệu Graf (Bá tước) von Ortenau và Breisgau, được đặt tên cho hai thung lũng ở phía nam Baden. Con trai và cháu trai của ông, Hermann VI (trị vì 1243–1250) và Friedrich I (trị vì 1250–1268), tuyên bố tước hiệu Công tước của Áo và Styria. Người Áo từ chối điều này, vì họ không muốn bị người ngoài cai trị.